# AutoGyro MTOsport

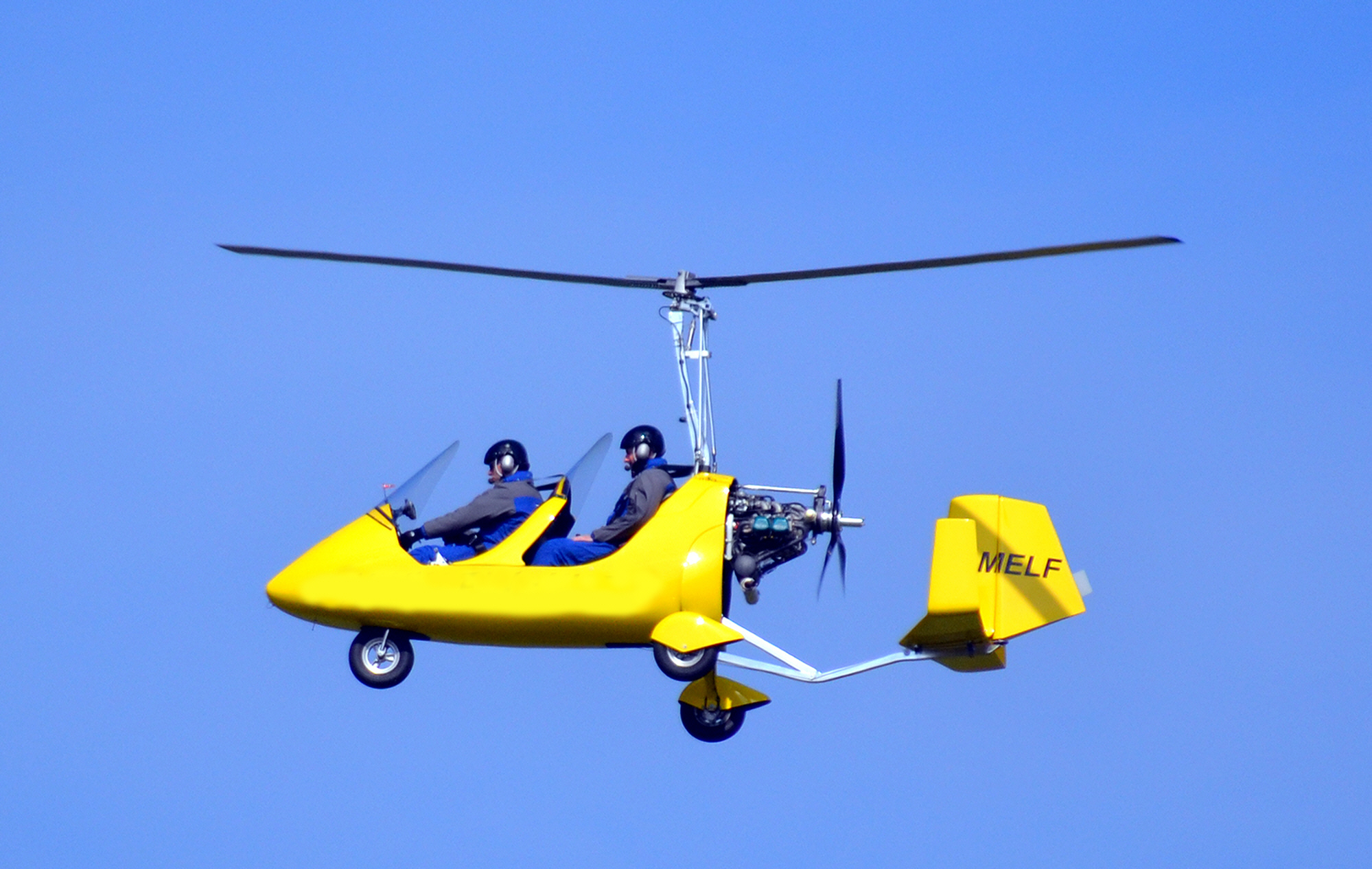
AutoGyro Europe MTOsport

Der AutoGyro MTOsport ist ein Tragschrauber der Firma AutoGyro aus Hildesheim.
Der MTOsport ist eine Weiterentwicklung des Vorgängermodells HTC MT-03 – des ersten in Deutschland zugelassenen Ultraleicht-Tragschraubers – der Herstellerfirma HTC, aus der die Firma AutoGyro hervorging. Er zählt zur Familie der Luftsportgeräte und ist ein Fluggerät mit zwei Sitzen in Tandemanordnung. Das maximale Abfluggewicht (Maximum Take-Off Weight, MTOW) liegt laut deutschem Gesetzgeber bei 450 kg. Der MTOsport ist in baugleicher Form in Großbritannien bis zu 500 kg MTOW zugelassen.
Wie alle Tragschrauber zeichnet sich der MTOsport durch extrem kurze Start- und Landerollstrecken (ESTOL) und ein im Verhältnis zum Vorgängermodell verbessertes Geschwindigkeitsband von 30 km/h (Minimalgeschwindigkeit ohne Sinken) bis 185 km/h höchstzulässige Fluggeschwindigkeit (Velocity never exceed Vne) aus.
Die verbesserten Leistungsdaten des MTOsport resultieren aus der aerodynamischen Optimierung des Vorgängermodells: Durch leichte Vorwärtsneigung des Rotormastes und eine entsprechende Anhebung und Vorwärtsneigung des Heckleitwerks muss die Nase der Flugzeugzelle im schnellen Reiseflug weitaus weniger gesenkt werden als beim Vorgängermodell und der MTOsport liegt dadurch horizontaler. Durch diese vergleichsweise geringe Modifikation verringert sich der gegenüber Flächenflugzeugen höhere Luftwiderstand beträchtlich und erlaubt eine um 25 km/h schnellere Höchstgeschwindigkeit. Die Modifikation bringt auch eine Verbesserung der allgemeinen Flugeigenschaften wie verminderte Wirbelbildung, verbessertes Vibrationsverhalten und bessere Böenstabilität (die bei Tragschraubern durch die Kreiselstabilität des Rotors generell sehr hoch ist) mit sich.

## Technische Daten

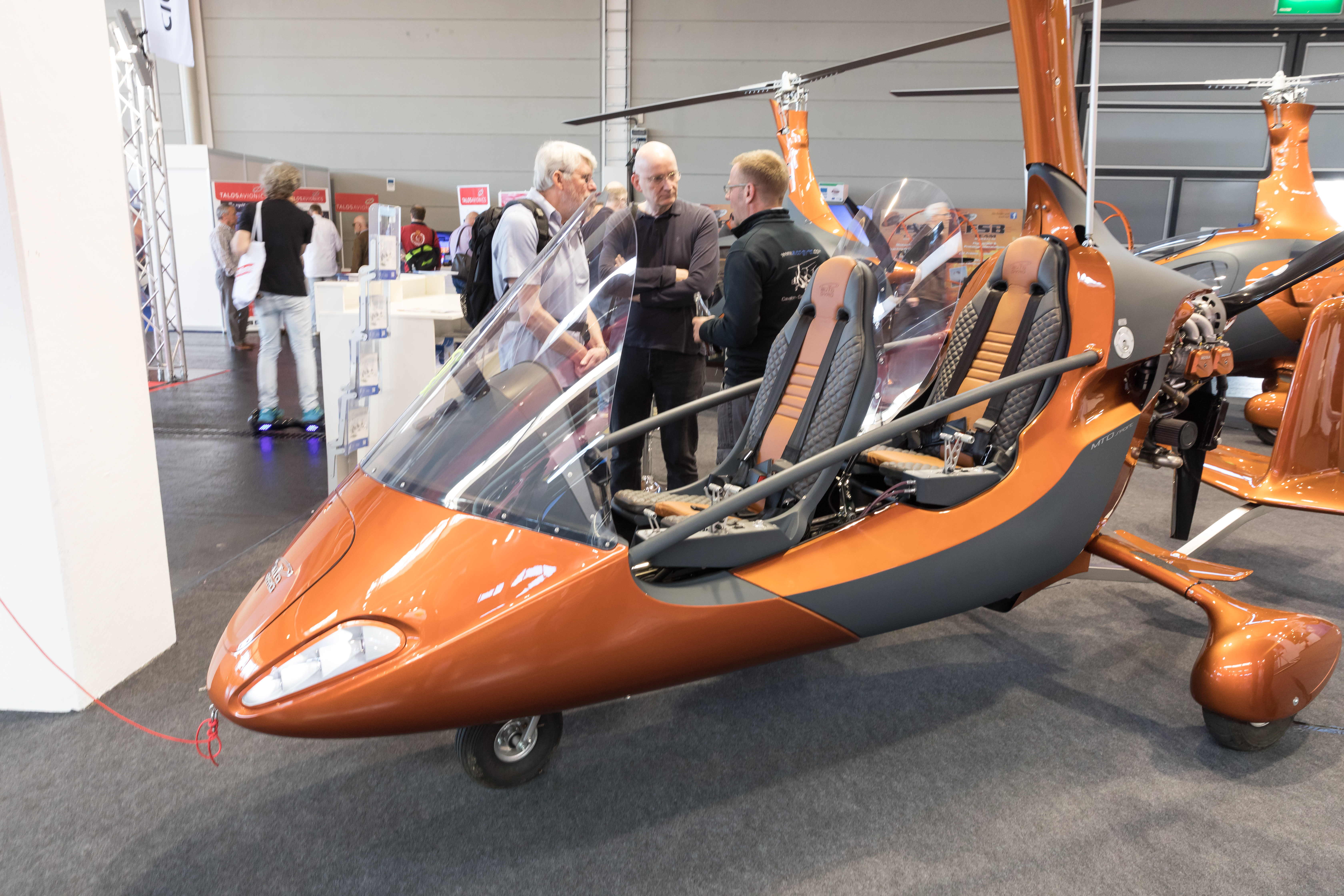
MTOsport 2017

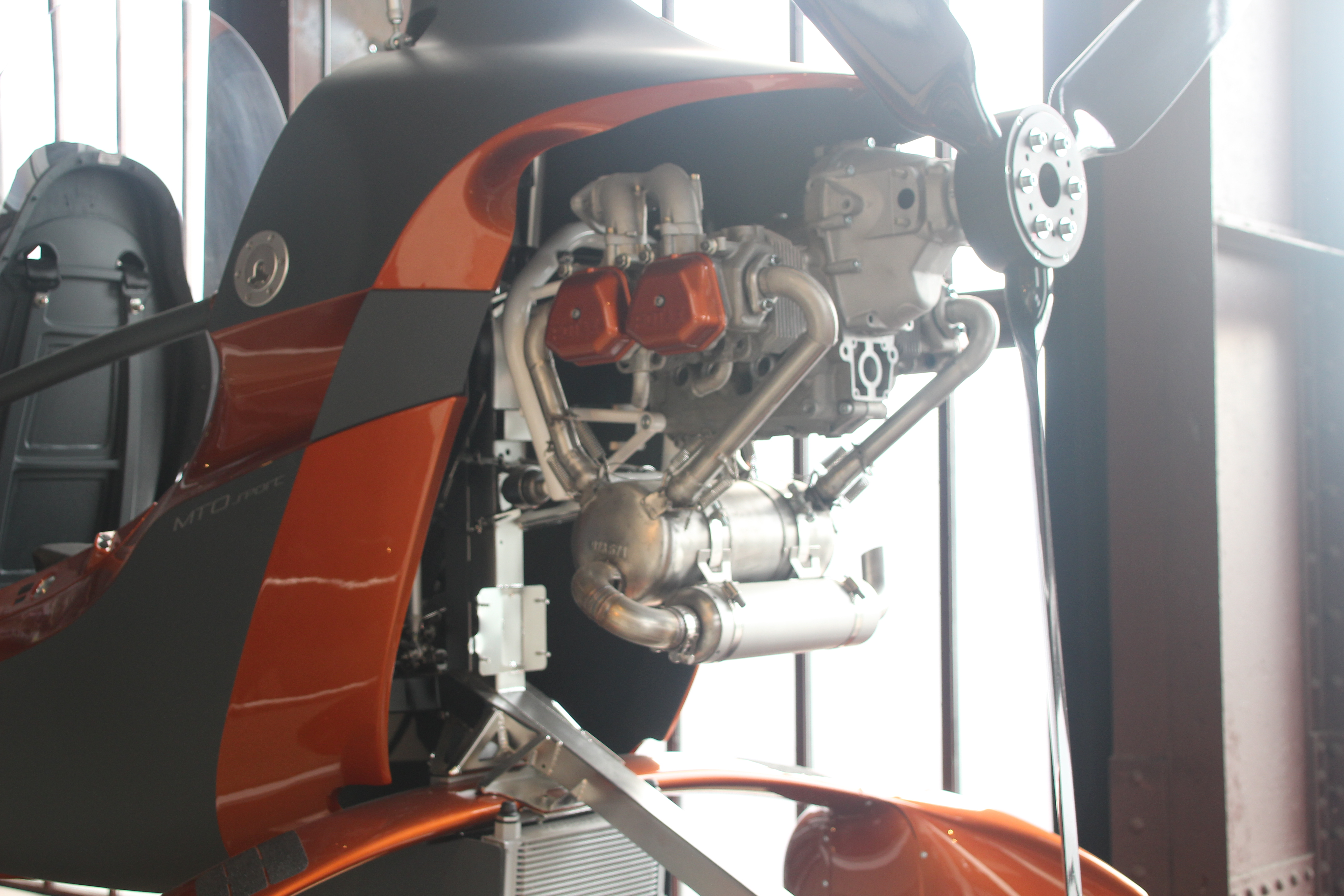
Rotax-Motor im MTOsport 2017

Der MTOsport wird mit drei verschiedenen Rotax-Motoren (Rotax 912 ULS, Rotax 914 S und im Modell MTOsport 2017 mit dem 915 iS mit Turbolader) angeboten.
|                        | MTOsport mit Rotax 912 ULS                         | MTOsport mit Rotax 914 S                           | MTOsport 2017 mit Rotax 915 iS                     |
| ---------------------- | -------------------------------------------------- | -------------------------------------------------- | -------------------------------------------------- |
| Leergewicht            | 241 bis 247 kg                                     | 241 bis 247 kg                                     | 290 kg                                             |
| MTOW                   | 450 kg                                             | 450 kg                                             | 560 kg                                             |
| Motorleistung          | 73,5 kW (100 PS)                                   | 84,5 kW (115 PS)                                   |                                                    |
| Mindestgeschwindigkeit | 30 km/h                                            | 30 km/h                                            |                                                    |
| Reisegeschwindigkeit   | 145 km/h                                           | 145 km/h                                           | 160 km/h                                           |
| Höchstgeschwindigkeit  | 195 km/h                                           | 195 km/h                                           | 195 km/h                                           |
| Startrollstrecke       | 80 bis 120 m                                       | 80 bis 120 m                                       | 110 m                                              |
| Kraftstoffverbrauch    | 15 l/h                                             | 15 l/h                                             | 17,5 l/h                                           |
| Tankvolumen            | 34 Liter                                           | 34 Liter                                           | 96 Liter                                           |
| maximale Reichweite    | 2,25 Betriebsstunden (ohne Zusatztank)             | 2,25 Betriebsstunden (ohne Zusatztank)             | 5,5 Betriebsstunden, 550 km                        |
| Maße L × B × H [mm]    | 5080 × 1880 × 2710                                 | 5080 × 1880 × 2710                                 | 5250 × 1900 × 2800                                 |
| Rotorlänge             | Standardrotor: 8400 mm Varianten: 8600 und 8800 mm | Standardrotor: 8400 mm Varianten: 8600 und 8800 mm | Standardrotor: 8400 mm Varianten: 8600 und 8800 mm |

## Zwischenfälle

### Mengen-Hohentengen (2022)

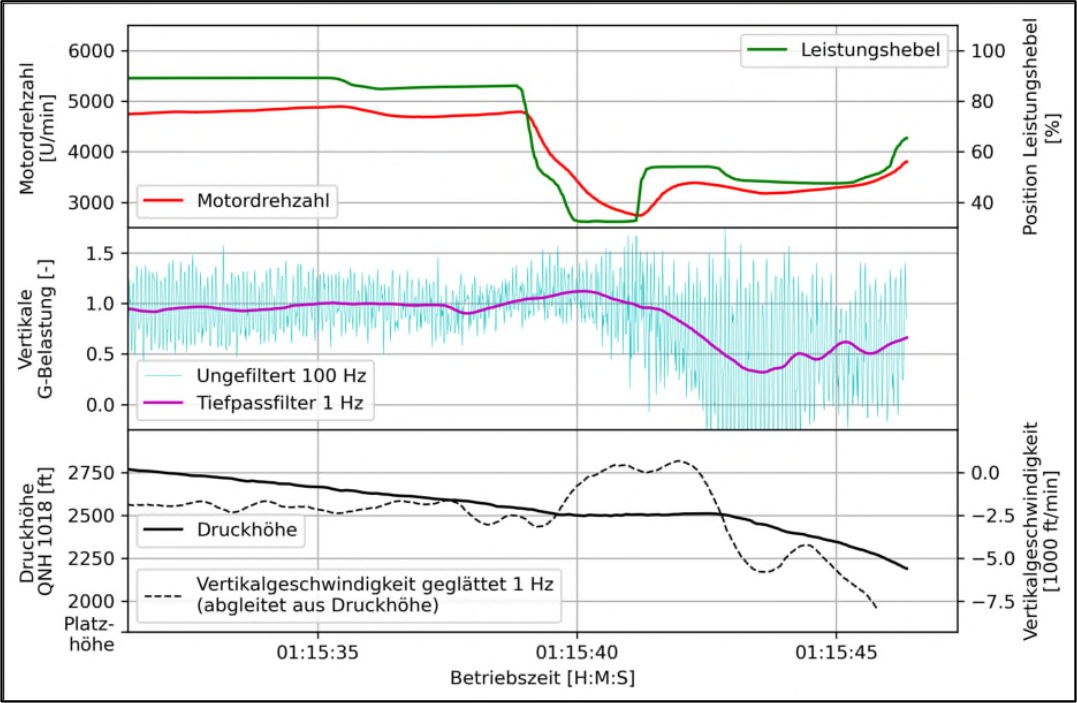
Aufzeichnungen des Datenschreibers, dargestellt für den letzten Teil des Anflugs

Am 19. Juli 2022 kam es zu einem Absturz eines nahezu fabrikneuen MTOsport 2017 am Flugplatz Mengen-Hohentengen. Der 60-jährige Pilot hatte erst am Absturztag den Tragschrauber in Besitz genommen und überführte ihn vom Flugplatz Hildesheim mit einem Tankstopp am Flugplatz Giebelstadt nach Mengen-Hohentengen. Im Endanflug auf die Piste 07 rollte der Tragschrauber plötzlich nach rechts und stürzte rund 230 Meter vor Pistenbeginn auf den Boden. Der Tragschrauber geriet in Brand und wurde völlig zerstört. Der Pilot kam dabei ums Leben.
Untersuchungen der Bundesstelle für Flugunfalluntersuchung ergaben keine Hinweise auf ein technisches Versagen des Tragschraubers. Aus dem im Tragschrauber verbauten Datenschreiber konnte rekonstruiert werden, dass die Sinkrate des Tragschraubers kurz vor dem Unfall plötzlich reduziert wurde, woraufhin der Tragschrauber auf die rechte Seite rollte (siehe Grafik rechts). Als wahrscheinlichste Ursache ergab sich ein Pilotenfehler: Mutmaßlich infolge eines zu hohen Endanflugs senkte der Pilot die Front des Tragschraubers, erzeugte damit ein zu geringes Lastvielfaches und verursachte damit Auftriebsverlust des Rotors (Push Over).

### Bodensee (2023)
Am 9. Juli 2023, 15.03 Uhr MESZ ging ein mit zwei Deutschen besetztes Gerät (Registrierung D-M..., grau) in Friedrichshafen gestartet, in langsamem Sinkflug auf der Wasseroberfläche des Bodensees nieder. Beide Personen konnten unverletzt aussteigen und wurden von Privatbooten aufgenommen.
Die Unfallstelle liegt 2 km nordöstlich der Mündung der Bregenzer Ach bei Hard und Bregenz in der Bregenzer Bucht im Planquadrat 5264. Noch vor 18.30 Uhr wurde das Fluggerät von Tauchern der Wasserrettung in 30–35 m Tiefe gefunden und per Schiffskran Palfinger PC2300M (22,8 kNm max. Hebemoment) mit geknicktem Rotormast geborgen.